# Papilio castor
Papilio castor är en fjärilsart som beskrevs av John Obadiah Westwood 1842. Papilio castor ingår i släktet Papilio och familjen riddarfjärilar. Inga underarter finns listade i Catalogue of Life.

## Bildgalleri

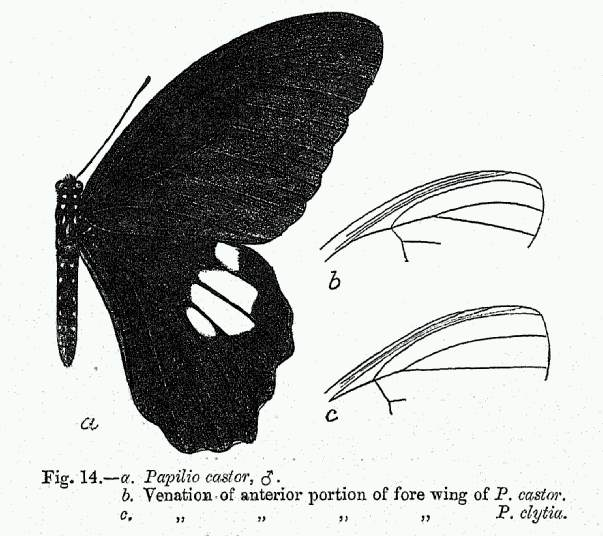
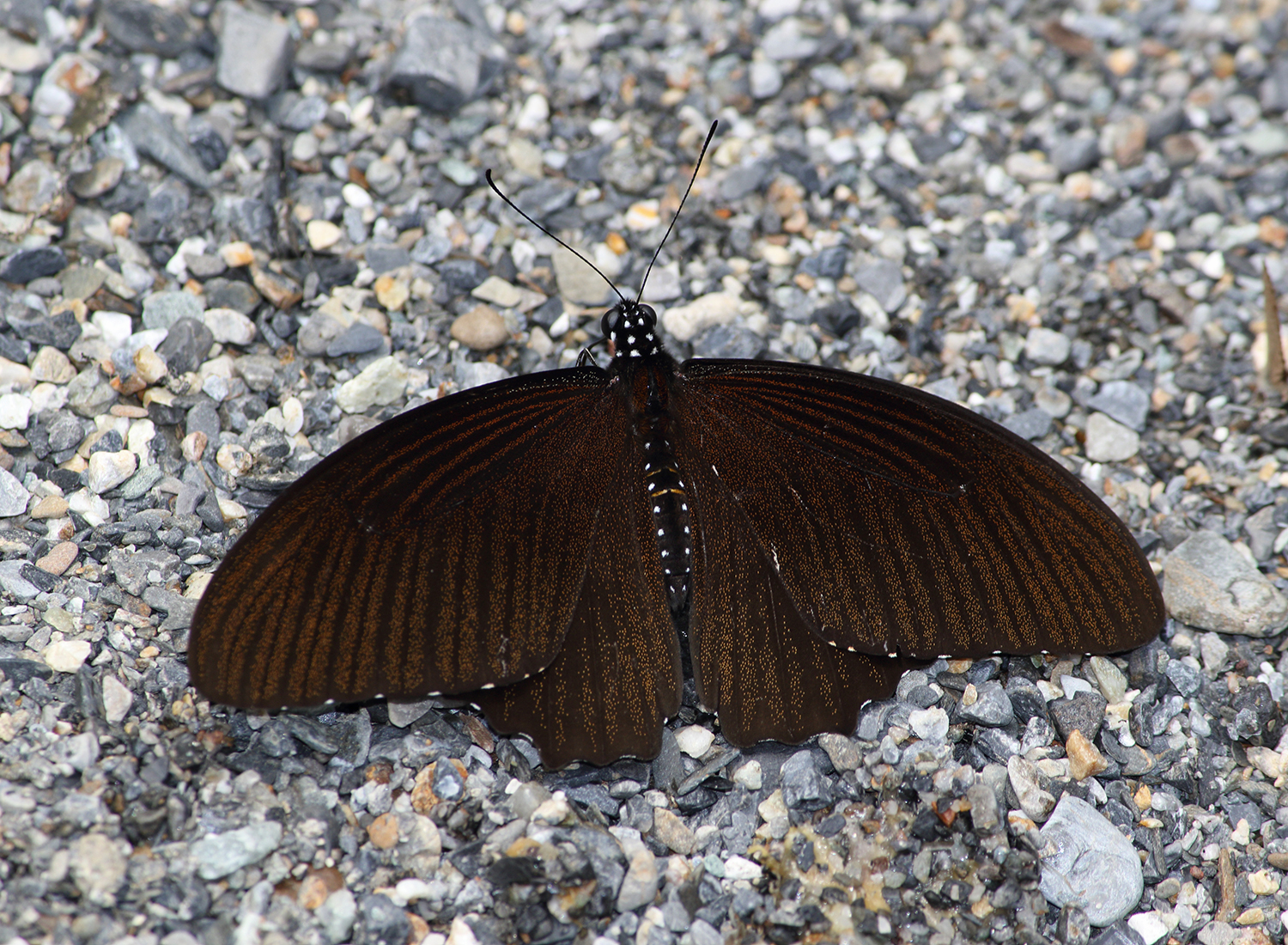